# Ad Vitam Aeternam
Ad Vitam Aeternam ist eine französische Gothic-Metal-Band aus Paris.

## Bandgeschichte
Die Band wurde 1999 von dem Gitarristen Jean Suire und der Keyboarderin Cathy Bontant gegründet. Schon bald kam die Band zur vollständigen aktuellen Besetzung. In den Jahren 2003 und 2004 wurde das Debüt-Album Abstract Senses aufgenommen, welches der Band einen Plattenvertrag beim niederländischen Label Karmageddon Media einbrachte. Für die Arbeiten zum zweiten Album stieß mit Céline de Kerliviou eine weitere Sängerin zur Band. 2006 verließ Fabien Longeot Ad Vitam Aeternam.

## Stil
Die Band spielt an Theatre of Tragedy orientierten Gothic Metal mit weiblichem klaren Gesang und männlichem gutturalen Gesang. Das Klavier hat gegenüber anderen Gothic-Metal-Bands eine hervorgehobene, oft tragende Rolle.

## Diskografie
- 2004: Abstract Senses (Karmageddon Media)